# 大阪府済生会茨木病院
社会福祉法人恩賜財団済生会支部大阪府済生会茨木病院（しゃかいふくしほうじんおんしざいだんさいせいかいしぶおおさかふさいせいかいいばらきびょういん）は、大阪府茨木市にある医療機関。社会福祉法人恩賜財団済生会支部大阪府済生会が運営する病院である。

## 沿革
- 1940年（昭和15年）4月 - 大阪府茨木町の町営診療所の経営難を救うために篤志家が建物や人件費などを支援し、茨木町高橋にできた新しい診療所を大阪府済生会に寄付した。
- 1946年（昭和21年）9月 - 大阪府茨木町高橋にて「大阪府済生会茨木診療所」として診療再開。
- 1951年（昭和26年）4月 - 茨木市中穂積326に移転。
- 1952年（昭和27年）5月 - 「社会福祉法人大阪府済生会茨木診療所」と改称。
- 1959年（昭和34年）12月 - 「社会福祉法人恩賜財団大阪府済生会吹田病院茨木分院」となる。
- 1963年（昭和38年）10月 - 「社会福祉法人恩賜財団大阪府済生会茨木病院」となる。
- 1966年（昭和41年）10月 - 茨木市見付山1丁目に移転。
- 1967年（昭和42年）9月 - 総合病院認可
- 2003年（平成15年）11月 - 茨木市見付山2丁目に新築移転

## 保険指定施設
- 保険医療機関
- 生活保護法指定医療機関
- 労災保険指定医療機関
- 指定自立支援医療機関
- 結核指定医療機関
- 災害時リウマチ患者支援事業の協力医療機関
- 原子爆弾被害者一般疾病医療取扱医療機関

## 診療科等
- 内科
- 消化器科
- 循環器科
- 小児科
- 外科
- リハビリテーション科
- 形成外科
- 整形外科
- 脳神経外科
- 心臓血管外科
- 眼科
- 耳鼻咽喉科
- 神経科[1]
- 麻酔科
- 放射線科
- 皮膚科
- 泌尿器科
- 産婦人科
- 精神科[1]

## 施設認定
- 臨床研修病院指定（管理型・協力型）
- 日本内科学会認定医制度教育関連病院
- 日本外科学会関連施設
- 日本消化器病学会認定施設
- 日本消化器内視鏡学会認定指導施設
- 日本消化器外科学会関連施設
- 日本腎臓学会研修認定施設
- 日本整形外科学会専門医制度研修認定施設
- 日本手の外科学会認定施設
- 日本脳神経外科学会専門医訓練施設A
- 日本脳卒中学会認定研修教育病院
- 日本泌尿器科学会専門医教育施設
- 日本産婦人科学会認定医制度卒後研修指導施設
- 日本周産期・新生児医学会認定施設
- 日本病理学会研修登録施設
- 日本老年医学会認定施設
- 日本麻酔科学会認定施設
- 救急救命士研修施設

## 付属施設
- 在宅介護支援センター「ビーベル」
- 介護老人保健施設「ライフポート茨木」
- 大阪府済生会茨木訪問看護ステーション

## 交通アクセス

### 電車・バス
- 阪急京都線茨木市駅西口より無料送迎バスにて20分
- JR京都線（東海道本線）茨木駅東口より無料送迎バスにて10分
- JR京都線（東海道本線）茨木駅西口より徒歩15分
- 近鉄バスJR茨木駅西口より14番茨木弁天前行きバス乗車、「済生会病院前」で下車、徒歩2分